# Nona L. Brooks
Nona Lovell Brooks (Louisville, 22 marzo 1861 – Denver, 14 marzo 1945) è stata una teologa statunitense, esponente del movimento Nuovo Pensiero e cofondatrice della Chiesa di scienza divina.

## Biografia
Nona Brooks nasce nel 1861 a Louisville, nel Kentucky, la più giovane di tre sorelle. Presto la sua famiglia si trasferisce a Charleston, Virginia Occidentale, dove la Brooks si diploma presso la Charleston Female Academy. La famiglia si trasferisce di nuovo, stavolta a Pueblo, in Colorado.
Nel 1887, incoraggiata dalla sorella Althea, Nona frequenta le lezioni tenute da Kate Bingham, una sostenitrice delle idee del New Thought che si era formata al seguito di Emma Curtis Hopkins.
Fu mentre frequentava una di queste lezioni che la Brooks sperimentò la guarigione immediata e miracolosa di un'infezione cronica alla gola che la perseguitava da molto tempo. Non molto tempo dopo Nona e sua sorella Althea iniziarono a esercitare loro stesse l'attività di guaritrici.
Le tre sorelle Brooks, Nona, Althea e Fannie, iniziano quindi a predicare il loro messaggio cristiano indipendentemente a Denver, dopo che era stata loro negata la possibilità di farlo presso la loro chiesa usuale, sebbene non avessero un nome ufficiale per designare il loro pensiero. Quando però la Brooks assiste alle lezioni di Malinda Cramer, di passaggio a Denver, si rende conto che le sue idee coincidono con quelle della Scienza Divina propugnata dalla Cramer. Ottiene quindi il permesso di utilizzare questo nome e nel 1898 viene ordinata ministro del culto della Chiesa di Scienza Divina dalla Cramer stessa. Subito dopo fonda la First Divine Science Church of Denver, la quale diventerà la chiesa madre di tutto il movimento.
All'inizio degli anni trenta si reca in Australia, dove predica e fonda diversi gruppi di studio di Scienza Divina, dando così respiro internazionale alla chiesa. Torna negli USA nel 1935, stabilendosi a Chicago, per fare poi ritorno nel 1938 a Denver, dove muore nel 1945.

## Opere di Nona L.Brooks
- Mysteries
- The Prayer that Never Fails
- Short Lessons in Divine Science
- What is Real and What Illusion?
- The Training of Children: Based upon the Practical Principles of Life
- Studies of Health
- The Kingdom of Law.

Molti dei suoi sermoni sono inoltre stati raccolti nel volume Into the Light of Healing.